# コナン・ザ・グレート
『コナン・ザ・グレート』（原題: Conan the Barbarian）は、ロバート・E・ハワードの小説『英雄コナン』シリーズを原作とする1982年のアメリカ映画。

## 概要
世界的に有名なヒロイック・ファンタジー小説をアーノルド・シュワルツェネッガー主演で映画化した作品で、シュワルツェネッガー初のメジャー大作でもある。
- 製作予算2000万ドル（概算）
- 全米収入3956万5475ドル[1]
- 全世界収入6885万1475ドル[1]（1982年）

1984年には、本作の続編にあたる『キング・オブ・デストロイヤー/コナンPART2』（原題: Conan the Destroyer ）が製作された。

## ストーリー
有史時代を遡ることはるか昔。平和だった村にある日突然、鋼の秘密を狙う侵略者タルサ・ドゥームとその一党が襲いかかった。刀鍛冶の両親を目の前で殺害され、自らは奴隷の身となった少年コナンは悲惨な境遇の中、労役を通じて強靭な肉体を持つ青年へと成長を遂げる。赤毛の商人によって買い取られコナンは剣闘士として見世物にされ、その肉体を活かして連戦連勝を重ねる。褒美として正式な剣技や読み書きを習ったコナンはある日、赤毛の商人によって思いがけず解放されて自由の身となる。そしてひとり狼の群れに追われる中で、古代の墳墓から鋼の剣を手に入れ、その後、魔女に囚われていた盗賊のサボタイと出会う。二人は蛇を神として崇める邪教の存在を知り、街の神殿にある財宝を盗みに入ろうと考える。二人は先に盗みに入ろうとしていた高名な盗賊のヴァレリアと手を組み、信者たちにあがめられていた巨大なヘビを殺して財宝を盗み出す。神殿から逃げようとしたコナンは、壁に掲げてある双頭の蛇の紋章が、両親を殺したタルサの紋章と同じであることに気付く。
神殿から逃げ出して豪遊していたコナンたちは、街を治めるオズリック王の前に引き出される。邪教の王タルサをこころよく思っていなかったオズリックは三人を褒めたたえ、邪教に魅入られて姿を消した娘ヤスミナを助け出して欲しいと懇願する。ヴァレリアとサボタイは危険な旅に反対するが、コナンは一人で邪教の聖山に向かう。しかし、巡礼を装って聖山に辿り着いたコナンは正体を見破られて捕らえられる。コナンから故郷の村を襲った過去を責められたタルサは、かつては鋼の秘密に魅せられていたが、今は人心を支配することこそが力だと言い放つ。コナンは激しい拷問を受け、財宝のありかを明かさなかったため磔にされてしまう。コナンはヴァレリアとサボタイに助け出されたものの瀕死の重傷を負い、ヴァレリアは神々の墓守アキロに魔法で助けて欲しいと懇願する。その夜、死神たちがコナンを連れ去ろうとし、ヴァレリアは「自分が報いを受ける」と神に誓い、死神は立ち去りコナンは一命を取り留める。
三人は聖山の洞窟に忍び込み、タルサの手下たちを倒してヤスミナを救い出して脱出するが、タルサの放った矢にヴァレリアが射抜かれてしまう。ヴァレリアはコナンに看取られて息を引き取り、コナンとサボタイは神々の墓所に戻り彼女を荼毘に付す。二人はアキロと共に戦いの準備を終え、二人を追って来たタルサの一団を迎え撃つ。コナンはレクサーに不意を突かれ、彼がかつてコナンの両親から奪った剣によって殺されそうになるが、死者の世界から駆け付けたヴァレリアに助けられ、レクサーを倒す。手下を失ったタルサはヤスミナを矢で殺そうとするが、サボタイに阻止され一人聖山に逃げ戻る。コナンは魔法が解けたヤスミナと共に聖山に向かい、信者たちに「世界の浄化」を呼びかけるタルサを両親の剣で殺し仇を討つ。タルサを失った信者たちの魔法も解け、コナンはヤスミナと共に聖山を後にする。

## キャスト
| 役名               | 俳優                                | 日本語吹替                                                                         | 日本語吹替                                                       |
| 役名               | 俳優                                | 日本テレビ版                                                                       | テレビ朝日版                                                     |
| ------------------ | ----------------------------------- | ---------------------------------------------------------------------------------- | ---------------------------------------------------------------- |
| コナン             | アーノルド・シュワルツェネッガー    | 麦草平                                                                             | 玄田哲章                                                         |
| タルサ・ドゥーム   | ジェームズ・アール・ジョーンズ      | 石田弦太郎                                                                         | 坂口芳貞                                                         |
| オズリック王       | マックス・フォン・シドー            | 宮沢元                                                                             | 黒沢良                                                           |
| ヴァレリア         | サンダール・バーグマン              | 小宮和枝                                                                           | 戸田恵子                                                         |
| レクサー           | ベン・デイヴィッドスン              | 秋元羊介                                                                           | 麦人                                                             |
| 魔女               | カサンドラ・ギャヴァ                | 藤夏子                                                                             | 高島雅羅                                                         |
| サボタイ           | ジェリー・ロペス サブ・シモノ（声） | 池田秀一                                                                           | 中尾隆聖                                                         |
| アキロ             | マコ岩松                            | 内田稔                                                                             | 及川ヒロオ                                                       |
| ナレーター         | マコ岩松                            | 内田稔                                                                             | 阪脩                                                             |
| ヤスミナ姫         | ヴァレリー・クイネッセン            | 達依久子                                                                           | 深見梨加                                                         |
| コナンの父         | ウィリアム・スミス                  | 大久保正信                                                                         | 青野武                                                           |
| 赤毛の商人         | ルイス・バーブー                    | 小島敏彦                                                                           | 峰恵研                                                           |
| ピクト・スカウト   | フランコ・コロンボ                  |                                                                                    |                                                                  |
| 蛇の生贄になる娘   | レスリー・フォルドバリー            |                                                                                    |                                                                  |
| オスリックの守護者 | ゲイリー・ハーマン                  | 西尾徳                                                                             |                                                                  |
| トゥラニア将校     | エリック・ホールミー                |                                                                                    |                                                                  |
| モンゴルの将軍     | アキオ・ミタムラ                    |                                                                                    |                                                                  |
| コナンの母         | ナデュースカ                        |                                                                                    |                                                                  |
| コナン（少年期）   | ホルヘ・サンス                      |                                                                                    |                                                                  |
| 祭司               | ジャック・テイラー                  |                                                                                    |                                                                  |
| ソーグリム         | スヴェン＝オーレ・トールセン        |                                                                                    |                                                                  |
| 剣豪               | 山崎清                              |                                                                                    |                                                                  |
| その他             | その他                              | 福士秀樹 小野丈夫 小室正幸 三原世司奈 滝田絵子 沢富真美 遠藤勝代 内田和美 島沢弘隆 | 秋元羊介 石森達幸 千田光男 北村弘一 吉田美保 さとうあい 大山高男 |

- 日本テレビ版：初回放送1985年9月11日『水曜ロードショー』
- テレビ朝日版：初回放送1989年4月23日『日曜洋画劇場』※DVD・BD収録（約111分）
  - テレビ朝日吹替補完版：初回放送2013年10月19日 WOWOWプライム『土曜吹替劇場』※初回放送時にカットされた箇所へ追加録音を行い、ノーカットにしたもの。

## スタッフ
- 監督：ジョン・ミリアス
- 製作：バズ・フェイシャンズ、ラファエラ・デ・ラウレンティス
- 製作総指揮：D・コンスタンティン・コンテ / エドワード・R・プレスマン / （ディノ・デ・ラウレンティス ※クレジット無し）
- 製作協力：エドワード・サマー
- 原作：ロバート・E・ハワード （『英雄コナン』シリーズ）
- （原案：エドワード・サマー ※クレジット無し）
- 脚色：ジョン・ミリアス、オリヴァー・ストーン
- 音楽：ベイジル・ポールドゥリス
- 撮影：デューク・キャラハン
- 編集：キャロル・ティモシー・オミーラ
- 美術：ロン・コッブ
- 剣術指導：山崎清
- 提供：ディノ・デ・ラウレンティス・カンパニー / ユニヴァーサル映画
- 配給：ユニヴァーサル映画（米国） / 20世紀フォックス（日本）

### 日本語版
- 字幕翻訳：岡枝慎二[3]

| -              | 日本テレビ版         | テレビ朝日版 （吹替補完部分）                         |
| -------------- | -------------------- | ----------------------------------------------------- |
| 演出           | 松川陸               | 蕨南勝之                                              |
| 翻訳           | 古田由紀子           | たかしまちせこ （古瀬由紀子）                         |
| 調整           | 近藤勝之             | 遠西勝三                                              |
| 効果           | 佐藤良介             | 南部満治 大橋勝次                                     |
| プロデューサー | 奥田誠治             |                                                       |
| 制作           | コスモプロモーション | ニュージャパンフィルム （ブロードメディア・スタジオ） |

## 受賞・ノミネート歴
| 賞                         | カテゴリー               | 対象者                                              | 結果       |
| -------------------------- | ------------------------ | --------------------------------------------------- | ---------- |
| 第40回ゴールデングローブ賞 | 年間最優秀新人賞（女優） | サンダール・バーグマン                              | 受賞       |
| 第10回サターン賞           | 主演女優賞               | サンダール・バーグマン                              | 受賞       |
| 第10回サターン賞           | 衣装賞                   | ジョン・ブルームフィールド                          | ノミネート |
| 第10回サターン賞           | ファンタジー作品賞       | バズ・フェイシャンズ ラファエラ・デ・ラウレンティス | ノミネート |
| 第10回サターン賞           | メイクアップ賞           | ジョーズ・アントニオ・サンチェズ                    | ノミネート |
| 第10回サターン賞           | 作曲賞                   | ベイジル・ポールドゥリス                            | ノミネート |
| 第3回ラジー賞              | 最低男優賞               | アーノルド・シュワルツェネッガー                    | ノミネート |

## 備考
- プロデューサーのディノ・デ・ラウレンティスは、当時のインデペンデンス系としては業界の最高峰に位置するとされていた。『俳優としての仕事が欲しかった無名時代のシュワルツェネッガーが「ボス」の部屋の隅に立っていた』という業界における有名な噂がある（ただし、この時点ですでにボディビルディングの頂点ミスター・オリンピア他の称号を得ており、またドキュメンタリー映画『アーノルド・シュワルツェネッガーの鋼鉄の男』などのヒットもあったことから、完全に全く無名の素人というわけではない）。この『コナン・ザ・グレート』のヒットによって世界的に名前を売り、出世街道を驀進する以前の話である。
- 剣豪として出演している山崎清は神道自然流日本空手道良武会アメリカ支部に所属する先生であり、出演以外にも本作の剣術指南を行っている。本作を機に続編となる『キング・オブ・デストロイヤー/コナンPART2』、関連作品である『レッドソニア』でも山崎が剣術指南を行った。
- シュワルツェネッガーはそのボディビル出身の体格に見合うスタントマンやスタントダブルを見つけられなかったため、山崎の剣術指南を受けて自らアクションやスタントを行い、幾針も縫う怪我を負いながらもコナンを演じきった。
- アーノルド・シュワルツェネッガーと親交が深いフランク・コロンボがカメオ出演している[4]。
- 本作のリブートとして、30年後を舞台とした『The Legend of Conan』が製作される予定であったが、2017年4月、UNIVERSAL社はこの企画を断念した[5]。
- シュワルツェネッガーの専属声優である玄田哲章が、初めてシュワルツェネッガーを吹き替えた作品である[6]。
- 『Mortal Kombat 1』にて、ゲストキャラクターとしての登場が発表された[7][8]。